# Международный фестиваль фейерверков (Чебоксары)
Международный фестиваль фейерверков — демонстрация лучших достижений фейерверочного искусства, которая ежегодно проводится в Чебоксарах. 
Цель фестиваля — демонстрация лучших достижений фейерверочного искусства и популяризация фейерверочного искусства и г.Чебоксары как одного из лучших российских городов и туристического центра Поволжья.
Задачи Фестиваля:
- демонстрация творческих и технических возможностей лучших отечественных  и зарубежных пиротехнических коллективов и фирм;
- установление новых межкультурных связей между городами России и зарубежья;
- формирование имиджа города Чебоксары как одного из лучших российских городов и туристического центра Поволжья.

Организатором фестиваля является Кабинет Министров Чувашской Республики при содействии Российской ассоциации пиротехников и демонстраторов фейерверков (РАПИД-Фейерверк).
Место проведения Фестиваля — г. Чебоксары, набережная Чебоксарского залива и акватория реки Волга.

## История
С предложением по организации и проведению в г. Чебоксары ежегодного Всероссийского Международного фейерверочного фестиваля к Правительству Чувашской Республики обратился президент Российской пиротехнической Ассоциации «РАПИД-Фейерверк», директор пиротехнического центра России ФГУП «ФНПЦ «НИИ прикладной химии», академик Н. Вареных.
13 марта 2008 года состоялось совместное совещание министра промышленности и энергетики Чувашской Республики Юрия Волошина и генерального директора ФГУП «ЧПО им.В.И.Чапаева» Михаила  Резникова по вопросу организации и проведения фестиваля фейерверков.
Идею проведения фестиваля фейерверков в Чебоксарах поддержал Президент Чувашской Республики Н. В. Фёдоров. По его мнению: «Этот проект будет способствовать дополнительному привлечению туристов на чувашскую землю».

## Первый Международный фестиваль фейерверков
В Международном фестивале фейерверков, прошедшем 9-11 мая 2008 года в Чебоксарах, приняли участие команды из России (Санкт-Петербург, Чебоксары,  Сергиев-Посад, Челябинск), Белоруссии и Казахстана.
Показы фейерверочного искусства проходили над водной гладью Чебоксарского залива. Все действия установок были спланированы и построены под музыку. Синхронная стрельба пиротехнических изделий с трех точек запуска одновременно достигалась за счет программирования запуска с электронных пультов управления.
Завершился фестиваль 11 мая в день закрытия XXIII Кубка мира по спортивной ходьбе.
Темы пиротехнических спектаклей:
- 9 мая — «День Победы!»;
- 10 мая — «Дружба народов»;
- 11 мая — «О, спорт, ты – мир!»[4]

## Второй Международный фестиваль фейерверков
Второй Международный фестиваль фейерверков прошёл 23-24 июня на набережной Чебоксарского залива. В течение двух вечеров своё искусство демонстрировали 5 профессиональных пиротехнических команд из России (Чебоксары, Челябинск и Тюмень), Белоруссии и Казахстана.
Тема первого дня фестиваля была посвящена космосу. Выбор темы связан с восьмидесятилетием уроженца Чувашии третьего летчика-космонавта Андрияна Николаева. Фестиваль завершился 24 июня гала-представлением ФГУП «Чебоксарское производственное объединение имени В. И. Чапаева», выступавшим вне конкурса.
Главный приз фестиваля завоевала команда ООО «Кальвин», Республика Беларусь, г. Дзержинск - ей был вручен диплом победителя и уникальная статуэтка - копия монумента Матери. Каждая из участвующих команд была отмечена в разных номинациях. За создание яркого образа награждено ООО «Фейерверк», г.Челябинск; номинация «Лучшая пиромузыкальная композиция» досталась ООО «Фейерверк-Центр», г. Тюмень; «За оригинальность выступления» - ТОО «Жарылыс и Ко», Республика Казахстан. Особый приз за творческое отражение идеи вручен главному исполнителю фейерверочного показа – ФГУП «Чебоксарское производственное объединение имени Василия Ивановича Чапаева».

## Третий Международный фестиваль фейерверков
23-24 июня 2012 года в столице Чувашии – Чебоксарах прошёл III Международный фестиваль фейерверков, который в этом году был приурочен к празднованию 90-летия со дня образования Чувашской Республики и стал прекрасным завершением праздничных мероприятий.
Фестиваль собрал огромное количество истинных ценителей красочных зрелищ. Наблюдать за пиромузыкальным представлением можно было с акватории Чебоксарского залива и территории памятника Матери-Покровительницы.
В конкурсном показе приняли участие четыре команды:
ЗАО «Пиротехнические дворы Петергофа», г. Санкт-Петербург
ООО «Кальвин», г. Дзержинск, Республика Беларусь
ООО «Пироснаб-Поволжье», г. Чебоксары
ООО «Фейерверк», г. Челябинск
Организатором фестиваля выступило Правительство Чувашской Республики. 

## Четвертый Международный фестиваль фейерверков в Чебоксарах
Дата проведения: 23-24 июня 2013 года
Проведение IV Международного фестиваля фейерверков в Чебоксарах приурочено к празднованию Дня Чувашской Республики. В этом году фестиваль посвящён году молодёжи.
Организатор: Министерство экономического развития, промышленности и торговли Чувашской Республики 